# Thales Alenia Space
Pour les articles homonymes, voir Alenia.
Thales Alenia Space est une coentreprise entre les groupes Thales (67 %) et Leonardo (33 %). Il s’agit d’un fabricant de satellites, implanté dans 10 pays, principalement en Europe, fournissant des solutions spatiales destinées aux domaines des télécommunications, de la navigation par satellite, de l’observation de la Terre, de l’exploration spatiale, de la science ainsi que des infrastructures orbitales. Son siège social est basé à Cannes, en France.

## Histoire

### Avant 2009
Thales Alenia Space est une coentreprise franco-italienne née le 10 avril 2007 par l'apport à Thales des activités spatiales d'Alcatel-Lucent détenues dans Alcatel Alenia Space qui emploie 7 200 salariés. Elle est devenue en 2006 le leader mondial en termes de commandes et le premier constructeur en Europe dans le domaine des satellites et un acteur majeur dans le domaine de l'infrastructure orbitale,,.
Son chiffre d'affaires était de deux milliards d'euros en 2010.

### Depuis 2009
Au début de 2009, malgré la crise économique, l'entreprise poursuit sa croissance, son chiffre d'affaires ayant dépassé deux milliards d'euros,,.
Au début de 2010, l'entreprise affiche un bilan solide, permettant des embauches sur les sites de Cannes et Toulouse ,.
En 2011, Thales Alenia Space engage un partenariat avec la société russe ISS Reshetnev avec la création d’une société commune capable d'assembler et d'intégrer des charges utiles et des satellites de télécommunication pour le marché russe et international ainsi que de développer une nouvelle plateforme pour des satellites télécom puissants. Cette signature a eu lieu à Moscou en présence des plus hautes autorités russes et françaises, les premiers ministres Vladimir Poutine et François Fillon, Laurent Wauquiez, ministre de l’Enseignement Supérieur et de la Recherche, Vladimir Popovkin, président de l’Agence Spatiale Russe Roscosmos, et Jean de Gliniasty, ambassadeur de France en Russie.
Au début de 2013, l'entreprise affiche encore un bilan satisfaisant, malgré la crise économique, mais avec des résultats différents selon les établissements, celui de Toulouse souffrant plus. Le nouveau PDG, Jean-Loïc Galle, intervenant le 15 janvier lors d'une conférence, suggère un rapprochement avec Astrium pour une plus grande coopération entre les deux fabricants européens de satellites, évoquant « un marché stable, la concurrence, américaine aujourd'hui, chinoise demain, devant décupler dans les cinq ou dix années à venir ». Le PDG d'Astrium, François Auque répond qu'il n'en voit pas l'intérêt, ne partageant pas la même vision stratégique sur la nécessité d'une coopération renforcée,.
En janvier 2014, dans le cadre du vaste plan de compétitivité annoncé en décembre, Thales Alenia Space annonce une réduction de 7 % de ses effectifs dans l'hexagone, soit environ 300 suppressions de poste,.
Celles-ci se traduisent par des départs anticipés à la retraite de salariés sur la base du volontariat et des mobilités professionnelles au sein du groupe Thales en particulier. En fin d'année 2014, son PDG, Jean-Loïc Galle, annonce avoir réalisé une superbe année commerciale en engrangeant environ 2,2 milliards de prises de commandes.
En 2020, l'entreprise annonce participer à un appel d'offres concernant l'atterrisseur lunaire lancé par la NASA.
En 2020, Thales Alenia Space s’est vu attribuer cinq contrats dans le cadre des six nouvelles missions Copernicus Expansion, devenant ainsi maître d’œuvre des satellites CIMR , ROSE-L , CHIME , et responsable des charges utiles des missions CRISTAL et CO2M.
Ces nouveaux satellites seront utilisés pour mesurer les émissions de dioxyde de carbone atmosphériques produites par l’activité humaine, contrôler l'épaisseur de la banquise et de la neige la recouvrant, soutenir de nouveaux services optimisés de gestion durable de l'agriculture et de la biodiversité, observer la température et la salinité de la surface de la mer ainsi que la concentration de la banquise, renforcer les services de surveillance des terres et de gestion des urgences.
La même année, Thales Alenia Space a remporté plusieurs contrats relatifs à la construction de modules clés destinés à la station spatiale cislunaire Gateway. L'entreprise construira les modules ESPRIT et I-HAB pour le compte de l'ESA et fournira à Northrop Grumman le module pressurisé de HALO. L’entreprise réalisera en parallèle 2 compartiments pressurisés destinés à la station spatiale de la société américaine, Axiom Space , première station spatiale commerciale privée.
En 2021, la société est retenue par l’ESA et la Commission Européenne pour réaliser 6 des 12 satellites de navigation Galileo de Seconde Génération. Dans le domaine des télécommunications géostationnaires, Thales Alenia Space prend la tête du marché successivement en 2021 et 2022.
En juillet 2023, Thales Alenia Space a annoncé la création du Space Business Catalyst, un accélérateur de startups et de projets internes, hébergé à la fois sur ses sites de Toulouse et Turin. L'objectif de cet accélérateur de 400 mètres carrés est de stimuler l'émergence de solutions innovantes et d'encourager les initiatives dans l'industrie spatiale.

## Programmes
Thales Alenia Space participe à de nombreux programmes spatiaux dans les domaines des télécommunications, de l’observation de la Terre, de la navigation par satellite et de l’exploration. L’entreprise participe également à des missions scientifiques et est un fournisseur mondialement reconnu en matière de modules pressurisés.

### Satellites de télécommunications
Les satellites de télécommunications représentent la plus grande part du chiffre d'affaires de l'entreprise. Ils se conjuguent en maîtrises d'œuvre de programmes, principalement dans les établissements de Cannes et de Rome, et en réalisation de produits, l'entreprise pouvant produire, au sein de ses dix-sept établissements en Europe, la plupart des constituants des satellites dont, en tout premier lieu les charges utiles de communications réalisées à Toulouse. Au début des années 2010, Thales Alenia Space lance la ligne de produits Spacebus NEO. Basés sur des plateformes doté d’un système de propulsion électrique, les satellites Spacebus NEO embarquent des charges utiles flexibles et capacitives. En 2019, l’entreprise annonce le lancement de sa ligne de produits Space Inspire. Basés sur des plateformes électriques, ces satellites, plus compacts, sont entièrement numériques et capables d’être reprogrammés en orbite en quasi-temps réel, offrant ainsi une grande flexibilité aux opérateurs de télécommunications. En 2022, Thales Alenia Space remporte la maîtrise d’œuvre de 6 satellites de télécommunications, sur 10 accessibles sur le marché ouvert. 5 de ces 6 satellites contractés sont basés sur la solution Space Inspire, qui a été adoptée par les opérateurs SES, Intelsat, Arabsat et Eutelsat .
Liste non exhaustive de réalisations:
- Satellites de télécommunications, en orbite géostationnaire, issus des lignes de produits Spacebus, Spacebus Neo et Space Inspire. Ces satellites peuvent répondre à des applications civiles, militaires (famille de satellites Syracuse pour la France ou SICRAL[33]  pour l’Italie) ou duales (Athena-Fidus[34])
- Développement de la plate-forme lourde de satellites de télécommunications en orbite géostationnaires Alphabus, en coopération avec EADS Astrium Satellites
- Sicral 1B, satellite italien de télécommunications militaires, lancé le 20 avril 2009 par une fusée Zenit-3SL depuis la plate-forme de lancement Sea Launch placée sur l'équateur[35]
- Koreasat-6, pour l'opérateur Korea Telecom (KT), en partenariat avec le fabricant américain, Orbital Sciences Corporation (Orbital), qui fournira la plate-forme STAR-2.
- Chinasat-6B (38 transponders), utilisé pour améliorer les transmissions radio et TV à travers la Chine, l'Asie du Sud Est, le Pacifique et l'Océanie[36]. Thales Alenia Space a construit le satellite sans aucun composant venant de États-Unis, ce qui a autorisé son lancement par un lanceur chinois (Longue Marche 3B, le 5 juillet 2007) en respectant les restrictions américaines ITAR.
- Le 24 octobre 2021, 2 satellites de télécommunications réalisés sous maîtrise d’œuvre Thales Alenia Space, sont lancés avec succès par Arianespace. Il s’agit du satellite SES-17, pour les services de connectivité aux passagers à bord des avions, et le satellite militaire français, SYRACUSE 4A[37].
- EUTELSAT KONNECT VHTS, le plus puissant satellite de télécommunications jamais réalisé en Europe en 2022. Lancé en septembre 2022 par Arianespace, le satellite permettra de contribuer à la réduction de la fracture numérique en Europe, en apportant du Très Haut Débit par satellite dans les zones géographiques les plus isolées[38].

#### Constellations
- la seconde génération de la constellation de satellites en orbite basse pour les liaisons avec les mobiles Globalstar 2[39]. Ce programme subit des premières vicissitudes dues à la crise financière de 2007-2009, obligeant la Coface à intervenir garantissant un prêt bancaire de 574 M$ permettant de terminer la constellation[40]. Finalement, en juillet 2009, Globalstar, Inc obtient le financement complet de sa constellation permettant la signature d’un avenant au contrat initial précisant notamment les nouvelles conditions de production et le calendrier de livraison des satellites pour permettre un démarrage des lancements de la constellation dès 2010[41][source insuffisante]. Thales Alenia Space aura assuré la maitrise d’œuvre de 24 satellites Globalstar de seconde génération.
- la constellation de satellites O3b pour l'opérateur SES, vingt satellites de télécommunications en orbite basse, devant permettre les services de déport de réseau Internet par satellite à faible période de latence vers les pays émergents et en voie de développement dans le monde entier[42].
- Iridium Next, la seconde génération Iridium: une commande de 81 satellites, le 2 juin 2010, pour un montant de 2,1 milliards de dollars[43],[44]. Thales Alenia Space a assuré la maitrise d’œuvre de 81 satellites, en partenariat avec l’américain Orbital ATK (aujourd’hui Northrop Grumman). Entre début 2017 et début 2019, 75 satellites sont lancés avec succès par SpaceX.

### Météorologie spatiale
- Les 3 générations de satellites de météorologie Meteosat ont été ou sont réalisées sous maîtrise d’œuvre Thales Alenia Space pour le compte de l’ESA et d’EUMETSAT. La première génération comprenait 7 satellites, la seconde, 4 satellites. La troisième génération compte 6 satellites, à savoir 4 satellites imageurs ainsi que 2 sondeurs atmosphériques. Cette dernière est toujours en cours de réalisation.

- Météosat seconde génération, (MSG) (météorologie)
- Capteur IASI élaboré par le CNES en collaboration avec EUMETSAT et réalisé dans l'établissement de Cannes pour le programme de Satellites MetOp, développé conjointement par l'Agence spatiale européenne (ESA) et EUMETSAT.
- Météosat troisième génération, un contrat signé le 24 février 2012[45]. Le premier satellite imageur du programme MTG a été lancé avec succès par Arianespace le 13 décembre 2022[46].

### Satellites destinés à la surveillance de l’environnement
- Thales Alenia Space contribue au programme Copernicus de la Commission Européenne. Les satellites sont réalisés par les maitres d’œuvre européens pour le compte de l’agence spatiale européenne. Dans le cadre du programme, Thales Alenia Space assure la maitrise d’œuvre des familles de satellites Sentinel-1 et -3. L’entreprise est par ailleurs responsable du segment sol Image de Sentinel-2, a contribué à la réalisation du spectromètre imageur de Sentinel-5P ainsi qu’à la fabrication de l’altimètre radar Poseidon-4 de la mission Sentinel-6. En 2020, Thales Alenia Space s’est vu attribuer 5 contrats dans le cadre des 6 nouvelles missions Copernicus Expansion, devenant ainsi maître d’œuvre des satellites CIMR, ROSE-L, CHIME, et responsable des charges utiles des missions CRISTAL et CO2M[47].

- Sentinel-3, pour une mission d'océanographie ainsi que de surveillance de la végétation sur les terres émergées, un programme de l'Agence spatiale européenne.
- SMOS, pour l'observation du cycle de l'eau.

### Satellites scientifiques
- Télescope spatial Herschel et Satellite Planck pour l'Agence spatiale européenne, lancés le 14 mai 2009[48],[49]
- Satellites en orbite basse de la famille Proteus, développée par le CNES et Alcatel Space (devenu maintenant Thales Alenia Space). Cf. Jason, famille de satellites d'altimétrie satellitale NASA/CNES (et EUMETSAT pour Jason 2), successeur de TOPEX/Poseidon.
- Mission d’exploration EUCLID, destinée à l’étude de la matière noire et de l’énergie noire.

### Satellites militaires
- Helios d'observation spatiale
- Pléiades[50], satellites d'observation de la Terre d'applications duales, civiles et militaires
- 4 familles de satellites de télécommunications Syracuse
- 3 générations de satellites Sicral pour le compte du ministère italien de la Défense
- le satellite d'observation militaire turc Göktürk[51], critiqué par Israël[52]
- Fourniture de l’instrument optique de très haute résolution pour les satellites de surveillance français CSO
- Maîtrise d’œuvre des satellites d’observation de la Terre italiens, COSMO-SkyMed de première et de seconde génération[53]. Les satellites sont utilisés pour des applications duales, civiles et militaires, par l’agence spatiale italienne (ASI) et le Ministère de la Défense italien.

### Satellites de navigation
- EGNOS, pour European Geostationary Navigation Overlay Service, un réseau de 40 stations terrestres qui corrige les signaux des systèmes de positionnement des États-Unis GPS et russe GLONASS, et améliore à la fois leur fiabilité et leur précision.
- Galileo (navigation)
- Giove-B[54]
- Maîtrise d’œuvre de 6 satellites Galileo de Seconde Génération
- Maîtrise d’œuvre des 2 nanosatellites OMNISPACE SPARK-1 et SPARK-2, tous deux lancés par SpaceX en 2022[55]
- Architecture du système, fourniture des charges utiles et du segment sol pour le programme Kinéis[56]. Première constellation française entièrement destinée à l’Internet des Objets, la constellation Kinéis comptera 25 nanosatellites.

### Grands systèmes à base de satellites
- Copernicus, programme souverain de l’Europe en matière de surveillance de l’environnement
- COSMO-SkyMed,
- SAR-Lupe.
- Le projet LIAISON, système de géolocalisation satellitaire le plus avancé dans le domaine de la collecte d'informations et de géolocalisation pour les services d'urgence. Ce système est destiné aux pompiers, aux forces de police et à toutes les entités publiques impliquées dans la protection civile, pour rendre leurs interventions à la fois plus sûres et plus efficaces.

### Infrastructures orbitales
Thales Alenia Space est un partenaire industriel européen de premier plan à bord de la Station spatiale internationale et a réalisé une grande partie du volume habitable européen. L’entreprise a participé à la conception ainsi qu’à la réalisation de nombreux modules parmi lesquels :
- Harmony.
- La structure du laboratoire Columbus.
- Tranquility.
- La Cupola [57]

L’entreprise a également participé à la fourniture des compartiments pressurisés des vaisseaux ravitailleurs ATV et Cygnus, dont la mission consiste à acheminer des vivres, de l’eau, de l’ergol, des expériences scientifiques et des pièces de rechange aux différents équipages à bord de la Station Spatiale Internationale.

### Exploration spatiale
L’entreprise a participé à de nombreuses missions d’exploration internationale à travers le système solaire, parmi lesquelles, Cassini et Huygens (pour l’exploration de Saturne), BepiColombo (Mercure), Solar Orbiter (le Soleil), ExoMars  (la planète Mars), Rosetta, la capsule spatiale Orion de la NASA ou encore le programme Euclid, pour l’exploration de la matière et de l’énergie noires.
Thales Alenia Space propose également une offre de véhicules spatiaux destinés à l’On-Orbit Servicing. Ces derniers seront capables de mener un large éventail d’opérations en orbite, allant de l’inspection à l’extension de la vie opérationnelle d’un satellite en passant par la manipulation robotique ou la désorbitation de débris spatiaux.

### Le dirigeable Stratobus
Thales Alenia Space est le maître d’oeuvre industriel de Stratobus. Cette plateforme stratosphérique autonome multi-missions, qui fait penser à un ballon dirigeable, est le chaînon manquant entre le drone et le satellite. L’engin, destiné à des missions localisées, est conçu pour évoluer à 20 kilomètres d’altitude (au-dessus des jet-streams et du trafic aérien). Il est destiné à des applications régionales – civiles et/ou militaires – adaptées à différents domaines : télécommunications, navigation, observation. En rupture technologique par rapport aux systèmes existants [sa mise en opération ne requiert pas de lanceur], Stratobus sera en mesure de répondre aux besoins des organes de sécurité et de défense en proposant en particulier une solution de surveillance permanente sur une zone de couverture régionale définie.

## Station spatiale internationale
Thales Alenia Space est dans l'aventure de la Station Spatiale Internationale par des éléments importants réalisés dans une de ses usines italiennes :
- le module de liaison Node 2, nommé Harmony[61].
- le laboratoire européen Columbus.
- le module de liaison Node 3, nommé Tranquility.

Harmony est lancé le 23 octobre 2007 à bord de STS-120, comme composant primaire de la mission d'assemblage ISS-10A. Il est arrimé à la Station le 27 octobre 2007, par l'Italien Paolo Nespoli expert de l'Agence spatiale européenne (ESA), et le commandant de la Station spatiale internationale, l'Américaine Peggy Whitson. Harmony est un élément crucial pour le développement de la structure orbitale. Il permet non seulement d'agrandir l'espace habitable de la Station mais également d'accéder à 3 unités d'expérimentation : le laboratoire américain Destiny, le laboratoire scientifique européen Columbus, et le module japonais Kibō. De plus, il est utilisé comme point d’ancrage pour le véhicule de transfert japonais H II, pour les modules MPLM ainsi que pour les futures missions. Il sert également de support au bras robotique, Canadarm 2, qui est accroché à l'extérieur de Harmony. Dans un environnement très technologique, Thales Alenia Space joue ainsi un rôle essentiel en fournissant près de la moitié du volume (7 mètres de long et 4,6 mètres de diamètre, soit environ 500 mètres cubes, pesant 14 tonnes) pressurisé et habitable de la Station, avec la livraison du premier gros module européen à la Station.
Le laboratoire Columbus, dont la durée de vie est estimée à dix ans, est lancé le 7 février 2008 et arrimé à la Station cinq jours plus tard. C'est le premier laboratoire Européen permettant d'effectuer des recherches à long terme dans un environnement de microgravité. Thales Alenia Space en est le principal contributeur pour le compte de l'ESA, la société étant responsable du design et de la production des structures primaires et secondaires du module ainsi que du développement et de la pré-intégration de la totalité de l'ensemble thermomécanique (PICA : Pre-Integrated Columbus APM). De plus, Thales Alenia Space était également responsable du système de protection anti-météorites et débris (MDPS : Meteorite and Debris Protection System), du système de contrôle thermique (TCS), du système de contrôle de l'environnement et de soutien de vie (ECLSS), du harnais et de l'ensemble des équipements de soutien au sol (GSE). La société contribue également à certaines des principales fonctions du système, telles que le contrôle des charges utiles et des sous-systèmes, le contrôle de la température, le contrôle de l'atmosphère de la cabine ainsi que le système de contrôle incendie.
Par ailleurs, deux des cinq charges utiles internes (destinées aux expériences en microgravité) ainsi qu'une des deux charges utiles externes sont développées par Thales Alenia Space :
- Le Fluid Science Laboratory (FSL) permettant des expériences physiques sur les fluides et le European Drawer Rack (EDR) comportant une série de tiroirs et caissons pour effectuer les expériences,
- La charge utile externe SOLAR, qui permet d'effectuer trois expérimentations simultanées sur les caractéristiques du Soleil et ses phénomènes. SOLAR est installée à l'extérieur de Columbus par les astronautes, au cours de sorties extravéhiculaires (EVA), qui ont lieu au 7e jour de la mission.

Thales Alenia Space a également réalisé la Cupola, le module d’observation offrant aux astronautes de la Station Spatiale Internationale une vue panoramique imprenable sur la Terre. La Cupola est dotée de sept hublots [six sur les côtés et un sur le dessus], permettant une vision à 360° sur l’espace extérieur. Chaque hublot est composé de deux panneaux épais de 25 mm encadrés de deux panneaux plus fins qui les protègent des agressions que ce soit sur leurs faces internes et externes.

## Lunar Gateway: station spatiale cislunaire
À l'occasion de la 71e édition du Congrès international d'astronautique, l'ESA annonce que Thales Alenia Space fournira deux modules pour la future station spatiale lunaire de la NASA, la Lunar Orbital Plateform - Gateway (ou LOP-G):
- Le module d'habitat international (I-Hab)
- Le module de communication et de ravitaillement Esprit (European System Providing Refueling, Infrastructures & Transmissions)

Le coût du module d'habitation est évalué à 327 millions d'euros, tandis que le module Esprit est estimé à 295 millions. L’entreprise a également été retenue pour fournir à l’américain Northrop Grumman, le compartiment pressurisé du module logistique et d’habitation HALO.

## Implantation géographique
En 2022, Thales Alenia Space emploie 8,500 salariés dans 10 pays et dispose de 17 sites industriels en Europe de même qu’une implantation industrielle aux Etats-Unis. Dans les environs de Seattle, Thales Alenia Space a créé une coentreprise avec l’américain BlackSky, qui se prénomme LeoStella. Celle-ci oeuvre en particulier pour le déploiement de BlackSky, une constellation de 60 satellites d’observation optique submétrique à haute revisite.

### France
- Thales Alenia Space France (Cannes), siège social de la coentreprise

- Thales Alenia Space France - établissement de Toulouse – siège social de Thales Alenia Space en France
- Colombes (fermé en 2005)

### Italie
- Rome Saccomuro & Tiburtina
- Turin
- L'Aquila - l'établissement ayant été touché lors du tremblement de terre de 2009, faisant une victime parmi son personnel[66]. Le groupe cannois lance, trois mois plus tard, le projet d'un nouveau site. Celui-ci est inauguré le 3 décembre 2013[67].

- Gorgonzola

### Belgique
- Charleroi (Etca)
- Leuven, site ouvert en juin 2014[68]

- Hasselt

### Espagne
- Madrid

### Allemagne
- Stuttgart, filiale Thales Alenia Space Deutschland GmbH, créée le 1er mars 2011[69], intégrant les activités centrées sur les segments sol des programmes de navigation Egnos et Galileo, permettant de renforcer les liens avec DLR, OHB-System, Astrium GmbH.

### Royaume-Uni
- Harwell : filiale Thales Alenia Space UK créée en avril 2014, basée sur le campus scientifique d'Harwell Science and Innovation (HISC) intégrant des activités de maîtrise d’œuvre en ingénierie et contribuant à la définition puis la production du sous-système de propulsion de la nouvelle plateforme Spacebus Neo[70]
- Bristol
- Belfast : il s’agit d’un site Thales incluant des salles propres destinées aux activités spatiales.

### Pologne
- Varsovie : Thales Alenia Space Polska, une filiale créée en 2015 avec pour objectif de renforcer la coopération avec l’Agence Spatiale Polonaise, les centres de recherches et l’industrie locale afin d’apporter un support à la Pologne à la fois dans l’élaboration de son programme spatial mais dans le développement de satellites et de systèmes d’observation[71].

### Suisse
- Zurich : Faisant suite à la finalisation de l’acquisition de la division optoélectronique de la société RUAG (OEI OPTO AG) le 2 novembre 2016, Thales Alenia Space annonce le 30 novembre 2016 la dénomination officielle de sa filiale suisse « Thales Alenia Space Switzerland»[72].

### Luxembourg
Septembre 2021, Thales Alenia Space ouvre un centre d’excellence numérique au Luxembourg. Ce nouveau centre est destiné au développement de solutions numériques de pointe pour les produits spatiaux de télécommunication, d’observation et de navigation.

## Dirigeants successifs
Les PDG successifs sont :

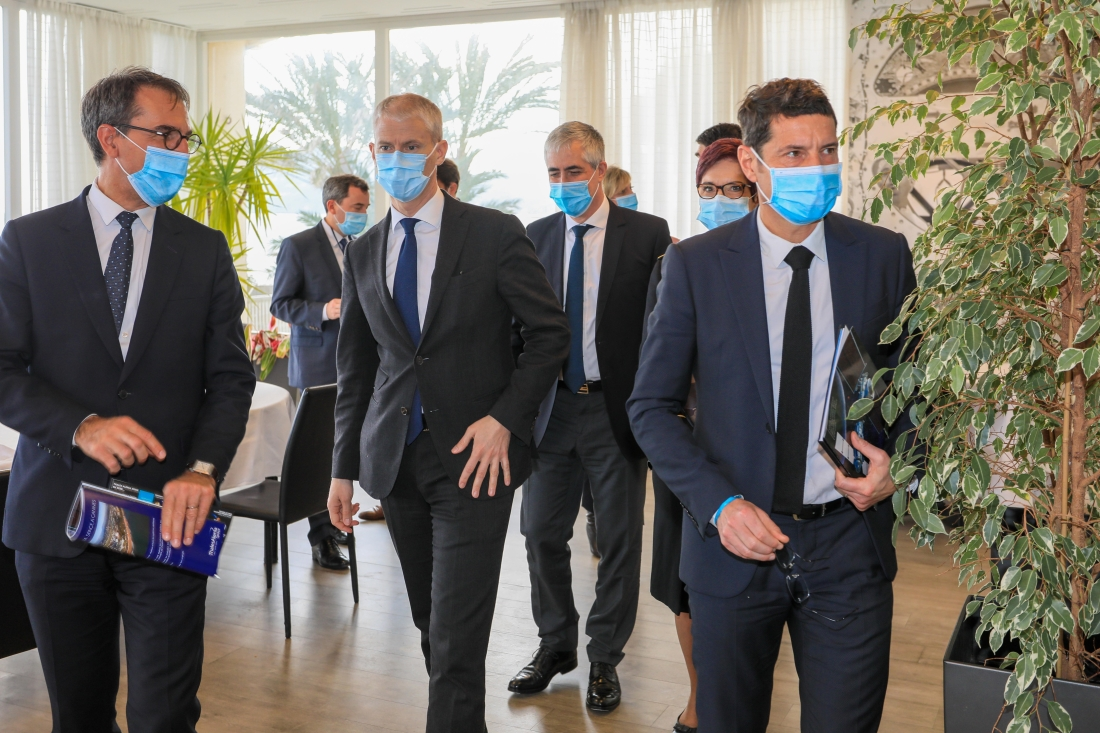
De gauche à droite : Hervé Derrey, PDG Thales Alenia Space ; Franck Riester ; Eric Imbert, Vice-Président de Thales Alenia Space en charge de l’international ; Anne Frackowiak-Jacobs, sous-préfète de Grasse ; David Lisnard, maire de Cannes

- en 2007, lors de la création de la société, Pascale Sourisse, dans la continuité des fonctions qu'elle occupait au sein d'Alcatel Alenia Space.
- Le 1er mai 2008, Reynald Seznec, anciennement directeur Général du "Business Group Air Traffic Management" de Thales[74].
- le 1er septembre 2012, Jean-Loïc Galle, anciennement Senior Vice President, « Air Operations » de Thales[75],[76].
- le 20 février 2020, Hervé Derrey, Président Directeur Général de Thales Alenia Space[77]

## Lobbying
Thales Alenia Space est inscrit comme représentant d'intérêt auprès de la Haute Autorité pour la transparence de la vie publique, et déclare en 2019 des dépenses d'un montant compris entre 100 000 et 200 000 euros.

## Partenaire de l'année mondiale de l'astronomie 2009
Thales Alenia Space est le sponsor de l'Année mondiale de l'astronomie (AMA09). Une opération lancée sur 2009 par les Nations Unies, sur une initiative de l’Union astronomique internationale (UAI) et de l’Unesco. Elle coïncide avec le 400e anniversaire des premières observations faites avec une lunette astronomique par Galilée et ses premières découvertes faites sur les montagnes lunaires, les taches solaires, les phases de Vénus, les satellites de Jupiter.